# Tyler Rake 2
Pour les articles homonymes, voir Extraction.
Série
Tyler Rake
(2020) Tyler Rake 3
Pour plus de détails, voir Fiche technique et Distribution.
Tyler Rake 2 (Extraction 2) est un film d'action américain réalisé par Sam Hargrave, sorti en 2023. Il s'agit de la suite du premier volet Tyler Rake (2020), du même réalisateur, inspiré du comic book Ciudad d’Ande Parks, Joe Russo, Anthony Russo, Fernando Leon Gonzalez et Eric Skillman.

## Synopsis
Après avoir été présumé mort en Inde, Tyler Rake est retrouvé par ses collègues mercenaires et emmené à Dubaï, où il est soigné de justesse. Mais après neufs mois à se remettre de ses blessures et à envisager la retraite, Rake est contacté par son ex-femme Mia pour sauver sa petite sœur Ketevan, épouse d'un dangereux détenu géorgien du nom de Davit Radiani, et les enfants de cette dernière de la prison où ils ont été enfermés. Mais la mission d'extraction tourne mal, et après le meurtre de Radiani, la prison devient vite un piège mortel où tout le monde veut les tuer.

## Fiche technique
Sauf indication contraire, les informations mentionnées dans cette section peuvent être confirmées par la base de données cinématographiques IMDb,  présente dans la section « Liens externes ».
- Titre original : Extraction 2
- Titre français : Tyler Rake 2
- Réalisation : Sam Hargrave
- Scénario : Joe Russo, d’après le comic book intitulé Ciudad d’Ande Parks, Joe Russo, Anthony Russo, Fernando Leon Gonzalez et Eric Skillman
- Musique : Alex Belcher et Henry Jackman
- Décors : Philip Ivey
- Costumes : Rebekka Jónsdóttir et Jennifer Lander
- Photographie : Greg Baldi
- Montage : Alex Rodríguez
- Production : Sam Hargrave, Chris Hemsworth, Mike Larocca, Patrick Newall, Anthony et Joe Russo
- Coproduction : Shelby Malone, Kumar Rahul, Michael Salven et Anthony J. Vorhies
- Production déléguée : Jake Aust, Benjamin Grayson, Christopher Markus et Stephen McFeely, Angela Russo-Otstot, Steven V. Scavelli
- Sociétés de production : AGBO Studios, Netflix et T.G.I.M Films
- Société de distribution : Netflix
- Pays de production :  États-Unis
- Langue originale : anglais
- Format : couleur
- Genre : action
- Durée : 122 minutes
- Date de sortie[1] : 16 juin 2023 (Netflix)

Déconseillé aux moins de 16 ans.

## Distribution
- Chris Hemsworth (VF : Adrien Antoine) : Tyler Rake
- Golshifteh Farahani (VF : Sandra Valentin) : Nik Khan, membre de l'équipe de Tyler
- Adam Bessa (VF : lui-même) : Yaz Kahn, frère de Nik et membre de l'équipe de Tyler
- Olga Kurylenko (VF : Marie Chevalot) : Mia, ex-femme de Tyler
- Tinatin Dalakishvili (VF : Kahina Tagherset) : Ketevan Radiani, belle sœur de Tyler
- Andro Jafaridze (VF : Tom Trouffier) : Sandro Radiani, Fils de Ketevan et Davit
- Miriam et Marta Kovziashvili : Nina Radiani, fille de Ketevan et Davit
- Daniel Bernhardt : Konstantine
- Tornike Gogrichiani (VF : Swan Demarsan) : Zurab/Nikoloz Radiani, frère de Davit
- Tornike Bziava : Davit Radiani, époux de Ketevan
- Levan Saginashvili : Vakhtang
- George Lasha : Sergo
- Idris Elba (VF : Frantz Confiac) : Alcott (caméo)

## Production

### Genèse et développement
En mai 2020, il est annoncé que Joe Russo a été chargé d'écrire une suite au film, avec le retour de Sam Hargrave à la réalisation et Chris Hemsworth dans le rôle principal,. En décembre, Anthony et Joe Russo explique qu'au-delà de cette suite, ils espèrent développer un univers avec des films explorant des personnages apparus dans le premier film.
En janvier 2021, des rumeurs évoquent notamment un film racontant les origines de Saju Rav, incarné par Randeep Hooda dans le premier film.

### Tournage
Le tournage devait débuter à Sydney, en Australie, en septembre 2021. Cependant, en raison de la pandémie de Covid-19, la production se délocalise à Prague, en Tchéquie. En novembre 2021, Sam Hargrave annonce le début des prises de vues à Prague,. Des scènes sont tournées à Vienne, en Autriche, en janvier et février 2022, notamment dans le quartier de Donau City près des DC Towers.
Les prises de vues s'achèvent officiellement le 6 avril 2022. L'équipe a utilisé des caméras ARRI ALEXA Mini LF.